# غوستافو باستوس
غوستافو باستوس (15 يوليو 1983 في البرازيل - ) هو لاعب كرة قدم برازيلي في مركز الدفاع. لعب مع نادي أفاي لكرة القدم ونادي أيه بي سي ونادي غواراني ونادي فيلا نوفا ونادي بوتافوغو اس بي وإسبورتي بيلوتاس ‏ وGuaratinguetá Futebol ‏ ونادي ميراسول وAssociação Atlética Iguaçu ‏ ونادي كويابا وكومرسيال ‏ ورابطة فلامينغو الرياضية ‏ وSociedade Esportiva Recreativa e Cultural Brasil ‏ وUnião Futebol Clube ‏.

## وصلات خارجية
- غوستافو باستوس على موقع قاعدة بيانات كرة القدم.إي يو (الإنجليزية)
- غوستافو باستوس على موقع Soccerway.com (الإنجليزية)